# Zeus (Trojanisches Pferd)
Zeus, ZeuS oder Zbot ist ein Trojaner, welcher im Hintergrund ohne Wissen des Anwenders eine Funktion erfüllt. Hauptsächlich wird es zum Ausspähen von Finanz- und Privatdaten genutzt bspw. durch Protokollierung der Tastatureingaben im Browser, kann aber auch andere Schadprogramme installieren. Die Anzahl der mit Zeus infizierten Computer lag teilweise im zweistelligen Millionenbereich. Zeus war am Diebstahl Hunderter Millionen US-Dollar beteiligt.
Zeus befällt Computer, die Windows als Betriebssystem nutzen. Die Infektion erfolgt großteils durch Drive-by-Download, d. h. durch unbewusstes und unbeabsichtigtes Herunterladen von Software auf den Rechner eines Benutzers, oder durch Spam-Kampagnen. Zeus setzt sich mit einem Kontrollserver in Verbindung, über den er Anweisungen für weitere Aktionen erhält.
Erstmals entdeckt wurde Zeus im Juli 2007 bei einem Angriff auf das US-amerikanische Verkehrsministerium. Anfang 2009 wurde bekannt, dass Zeus Zugriff auf über 74.000 FTP-Benutzerkonten hatte, darunter so bekannte Unternehmen wie Bank of America, NASA, Monster.com, ABC, Oracle, Cisco, Amazon und BusinessWeek.